# ALDH3B2
ALDH3B2 (англ. Aldehyde dehydrogenase 3 family member B2) – білок, який кодується однойменним геном, розташованим у людей на короткому плечі 11-ї хромосоми. Довжина поліпептидного ланцюга білка становить 385 амінокислот, а молекулярна маса — 42 635.
| 10         |  | 20         |  | 30         |  | 40         |  | 50         |
| ---------- |  | ---------- |  | ---------- |  | ---------- |  | ---------- |
| MKDEPRSTNL |  | FMKLDSVFIW |  | KEPFGLVLII |  | APWNYPLNLT |  | LVLLVGALAA |
| GSCVVLKPSE |  | ISQGTEKVLA |  | EVLPQYLDQS |  | CFAVVLGGPQ |  | ETGQLLEHKL |
| DYIFFTGSPR |  | VGKIVMTAAT |  | KHLTPVTLEL |  | GGKNPCYVDD |  | NCDPQTVANR |
| VAWFCYFNAG |  | QTCVAPDYVL |  | CSPEMQERLL |  | PALQSTITRF |  | YGDDPQSSPN |
| LGHIINQKQF |  | QRLRALLGCS |  | RVAIGGQSNE |  | SDRYIAPTVL |  | VDVQETEPVM |
| QEEIFGPILP |  | IVNVQSVDEA |  | IKFINRQEKP |  | LALYAFSNSS |  | QVVNQMLERT |
| SSGSFGGNEG |  | FTYISLLSVP |  | FGGVGHSGMG |  | RYHGKFTFDT |  | FSHHRTCLLA |
| PSGLEKLKEI |  | HYPPYTDWNQ |  | QLLRWGMGSQ |  | SCTLL      |  |            |

A: Аланін

C: Цистеїн

D: Аспарагінова кислота

E: Глутамінова кислота

F: Фенілаланін

G: Гліцин

H: Гістидин

I: Ізолейцин

K: Лізин

L: Лейцин

M: Метіонін

N: Аспарагін

P: Пролін

Q: Глутамін

R: Аргінін

S: Серин

T: Треонін

V: Валін

W: Триптофан

Кодований геном білок за функцією належить до оксидоредуктаз. 
Білок має сайт для зв'язування з НАД. 
Локалізований у ліпідних краплях.